# Tanlay
Tanlay is een gemeente in het Franse departement Yonne (regio Bourgogne-Franche-Comté) en telt 1146 inwoners (2004). De plaats maakt deel uit van het arrondissement Avallon.
In de gemeente staat het kasteel van Tanlay. Met de bouw werd begonnen in de 16e eeuw op de plaats van een vroegere burcht. Opdrachtgever was de protestantse legeraanvoerder François de Coligny d'Andelot, die hier regelmatig vergaderde met andere protestantse leiders. Het kasteel bestaat uit een klein kasteel, gebouwd in renaissancestijl en klaar in 1610, en een groot kasteel dat halfweg de 17e eeuw werd gebouwd. Het kasteel is in privébezit maar is opengesteld voor het publiek.

## Geografie
De oppervlakte van Tanlay bedraagt 38,1 km², de bevolkingsdichtheid is 30,1 inwoners per km².
De gemeente ligt aan de Armançon en aan het Canal de Bourgogne dat evenwijdig met deze rivier is aangelegd. Naast het dorp Tanlay bestaat de gemeente ook uit de dorpen Saint-Vinnemer (ten zuiden van Tanlay) en Commissey (ten noordwesten van Tanlay).
De onderstaande kaart toont de ligging van Tanlay met de belangrijkste infrastructuur en aangrenzende gemeenten.

## Demografie
Onderstaande figuur toont het verloop van het inwonertal (bron: INSEE-tellingen).